# Капітонов Іван Васильович
Іван Васильович Капітонов (нар. 23 лютого 1915, село Сєровське, Російська імперія, тепер Сасовського району Рязанської області, Російська Федерація — 28 травня 2002, місто Москва, Росія) — радянський партійний і державний діяч, 1-й секретар Московського міського комітету КПРС (1952—1954), 1-й секретар Московського обласного комітету КПРС (1954—1959). секретар ЦК КПРС (1965—1986). Член ЦК КПРС в 1952—1986 р. Член Центральної Ревізійної Комісії КПРС в 1986—1989 р., голова Центральної ревізійної комісії КПРС (1986—1988). Депутат Верховної Ради РРФСР 3—5-го (1951—1963) і 7—9-го (1967—1980) скликань. Депутат Верховної Ради СРСР 3—11-го скликань (1952—1989). У 1954—1962 роках був членом Президії Верховної Ради СРСР. Герой Соціалістичної Праці (22.02.1975)

## Біографія
Народився в селянській родині.
У 1938 році закінчив Московський інститут інженерів комунального будівництва.
У 1938 році працював старшим інженером Рязанського обласного житлового управління.
У 1938—1940 роках служив у Червоній армії.
Член ВКП(б) з 1939 року.
У 1940—1941 роках — начальник ділянки будівництва у місті Рязані.
У 1941—1943 роках — секретар первинної партійної організації Краснопресненського трамвайного депо міста Москви; заступник завідувача відділу Краснопресненського районного комітету ВКП(б) міста Москви; інструктор Московського міського комітету ВКП(б).
У 1943—1947 роках — секретар, 2-й секретар Краснопресненського районного комітету ВКП(б) міста Москви.
У 1947—1948 роках — голова виконавчого комітету Краснопресненської районної ради депутатів труудящих міста Москви.
У 1948—1951 роках — завідувач відділу Московського міського комітету ВКП(б).
У 1951 році — секретар Московського міського комітету ВКП(б).
15 листопада 1951 — вересень 1952 року — 2-й секретар Московського обласного комітету ВКП(б).
У серпня 1952 — 29 березня 1954 року — 1-й секретар Московського міського комітету КПРС.
27 березня 1954 — 2 березня 1959 року — 1-й секретар Московського обласного комітету КПРС. Одночасно з 27 лютого 1956 по 1959 рік — член Бюро ЦК КПРС по РРФСР.
З березня до вересня 1959 року — інспектор ЦК КПРС.
22 вересня 1959 — січень 1963 року — 1-й секретар Івановського обласного комітету КПРС. У січні 1963 — грудні 1964 року — 1-й секретар Івановського промислового обласного комітету КПРС.
З грудня 1964 до 8 квітня 1966 року — член Бюро ЦК КПРС по РРФСР, одночасно з грудня 1964 до 1965 року — завідувач відділу партійних органів ЦК КПРС по РРФСР.
6 грудня 1965 — 25 лютого 1986 року — секретар ЦК КПРС. Одночасно у 1965—1983 роках — завідувач відділу організаційно-партійної роботи ЦК КПРС.
Був делегатом XIX (1952), XX (1956), XXII (1961), XXIII (1966), XXIV (1971), XXV (1976) та XXVI (1981) з'їздів КПРС, на яких обирався до складу ЦК КПРС (1952—1986).
На XXVII з'їзді був обраний головою Центральної ревізійної комісії КПРС, яку очолював з 6 березня 1986 року по 30 вересня 1988 року. Одночасно з 1986 року був головою Комісії із встановлення персональних пенсій при Раді Міністрів СРСР.
З жовтня 1988 року — персональний пенсіонер союзного значення у місті Москві.
Похований на Новодівочому цвинтарі Москви.

## Нагороди та звання
- Герой Соціалістичної Праці (22.02.1975)
- п'ять орденів Леніна (30.01.1957, 22.02.1965, 2.12.1971, 22.02.1975, 22.02.1985)
- орден Вітчизняної війни І ступеня (23.04.1985)
- орден Вітчизняної війни II ступеня (6.09.1947)
- орден Трудового Червоного Прапора (16.03.1949)
- орден Червоної Зірки (11.07.1945)
- медаль «За трудову доблесть» (25.12.1959)
- орден «Георгій Димитров» (Народна Республіка Болгарія) (7.05.1985)
- орден Карла Маркса (Німецька Демократична Республіка) (1985)
- орден Звитяжного Лютого (Чехословаччина) (1985)
- орден Сухе Батора (Монгольська Народна Республіка) (1985)
- орден Хо Ши Міна (В'єтнам) (1985)